# Primatología
La primatología es el estudio científico de los primates. Esta es una disciplina diversa en la que sus seguidores se pueden hallar en los departamentos de biología, filosofía, antropología, psicología, ecología, entre otras.  
La primatología moderna es una ciencia extremadamente diversa. Su rango de estudio abarca desde la anatomía de los ancestros de los primates hasta los estudios en campo sobre el comportamiento y ecología de las especies actuales. La primatología también lleva a cabo experimentos sobre la fisiología de los primates y el lenguaje de los simios. Estos últimos arrojan luz sobre el comportamiento de los ancestros de la humanidad. En 2003, Jane Goodall fue galardonada con el Premio Príncipe de Asturias de Investigación Científica y Técnica por sus trabajos sobre chimpancés y sus esfuerzos por conciliar el desarrollo humano.
Dentro de la antropología física, la primatología es una rama especializada en el estudio de la familia Hominidae, en particular en el género Homo, y dentro de este en la especie Homo sapiens.

## Primatólogos occidentales destacados

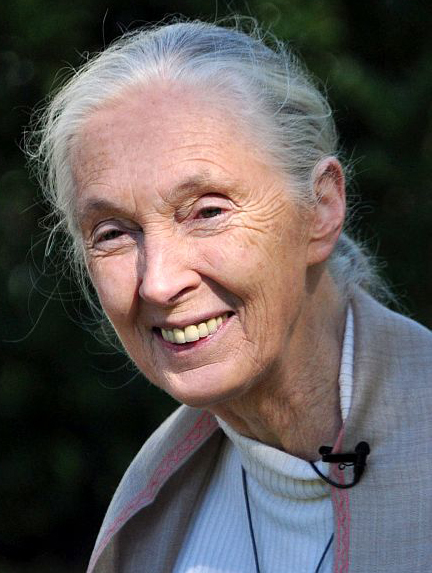
Jane Goodall en octubre de 2010.

- Jeanne Altmann
- Jean Baulu
- Irwin Bernstein
- Michelle Bezanson
- Sarah Blaffer Hrdy
- Christophe Boesch
- Sue Boinski
- Geoffrey Bourne
- Josep Call
- C. R. Carpenter
- Colin Chapman
- Dorothy Cheney
- Marina Cords
- Thomas Defler
- Wolf Dittus
- Frans de Waal
- Alejandro Estrada
- Linda Fedigan
- Dian Fossey
- Agustín Fuentes
- Birutė Galdikas
- Paul Garber
- Thomas R. Gillespie
- Jane Goodall
- Colin Groves
- Alexander Harcourt
- Philip Hershkovitz
- Gottfried Hohmann
- Lynne Isbell
- Hans Kummer
- Nadezhda Ladygina-Kohts
- Boris Lapin
- Bill McGrew
- John Mitani
- Russell Mittermeier
- Nicholas Newton-Fisher
- Matthew Richardson
- Anne E. Russon
- Anthony Rylands
- Jordi Sabater Pi
- Robert Sapolsky
- Anne Savage
- Carel van Schaik
- Robert Seyfarth
- Meredith Small
- Barbara Smuts
- Craig Stanford
- Karen Strier
- Tom Struhsaker
- Michael Tomasello
- Omar Wasow
- Sherwood Washburn
- David P. Watts
- Barbara J. Welker
- Richard Wrangham
- Gabriel Zunino